# Arboretum de Montmorency
El Arboreto de Montmorency ( en francés: Arboretum de Montmorency también conocido como Arboretum de Bourbonne les Bains, es un arboreto de unas 3 hectáreas de extensión, en Bourbonne-les-Bains, Haute-Marne, Champagne-Ardenne, Francia. 

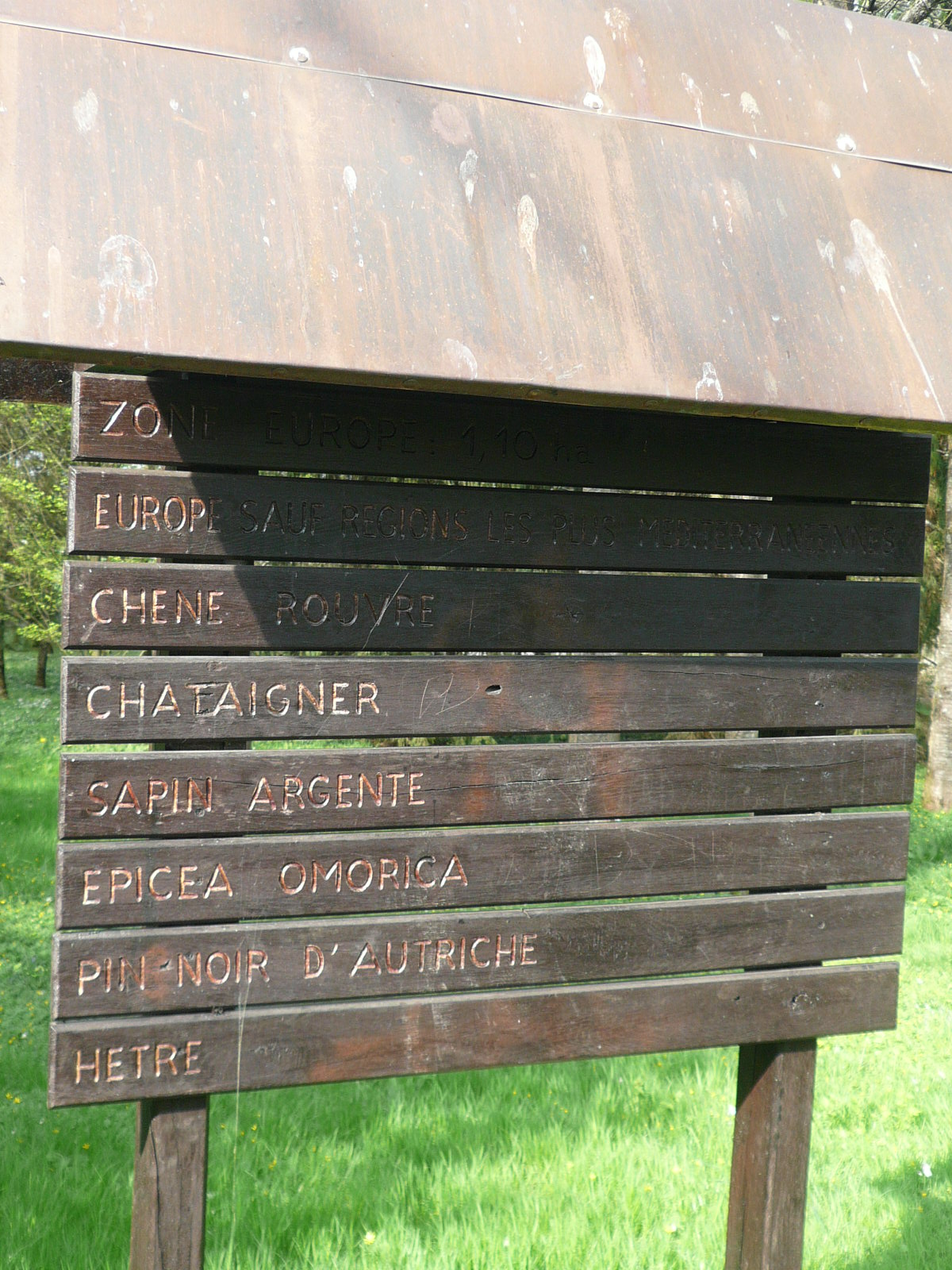
Panel informativo en el Arboretum de Bourbonne les Bains.

## Localización
Los terrenos de esta zona están caracterizados por una secuencia concéntrica de acantilados de diverso origen geológico, orientados de noreste a suroeste.
Arboretum de Montmorency Allée de Montmorency Bourbonne-les-Bains Département de Haute-Marne, Champagne-Ardenne, France-Francia.
Planos y vistas satelitales.47°57′14″N 5°45′1.01″E / 47.95389, 5.7502806
Está abierto a diario y la entrada es gratuita. 

## Historia
Los baños de "Bourbonne-les-Bains" se citan regularmente en los siglo XIV al XVII como lugar de visita de los señores de Bourbonne.
Un gran incendio destruyó Bourbonne les Bains el 1 de mayo de 1717, pero la apertura en 1735 del Hospital Militar Real y la construcción de un establecimiento termal en 1783 marca el inicio de la época dorada del termalismo en Bourbonne les Bains.
Este auge del termalismo fue reforzado por la llegada del ferrocarril a finales del siglo XIX. 
En esta época se crea el arboreto de Montmorency que fue concebido como un parque a la inglesa.
Unas nuevas instalaciones termales fueron construidas de nuevo entre 1977 y 1979.

## Colecciones
Actualmente el arboreto contiene:
Hay unas 250 especies de árboles diferentes de las cuales 90 son de coníferas, 95 de planifolios acompañados de toda una gama de arbustos y de plantas herbáceas. 
El espacio del "arboretum de Montmorency" está repartido según las especies provenientes de 5 continentes. 
Algunos especímenes notables incluyen a Pinus nigra, Ginkgo biloba, Pinus jeffreyi, Cercis siliquastrum, Cedrus libani, Quercus rubra, secuoyas, etc.